# Witold Kieżun

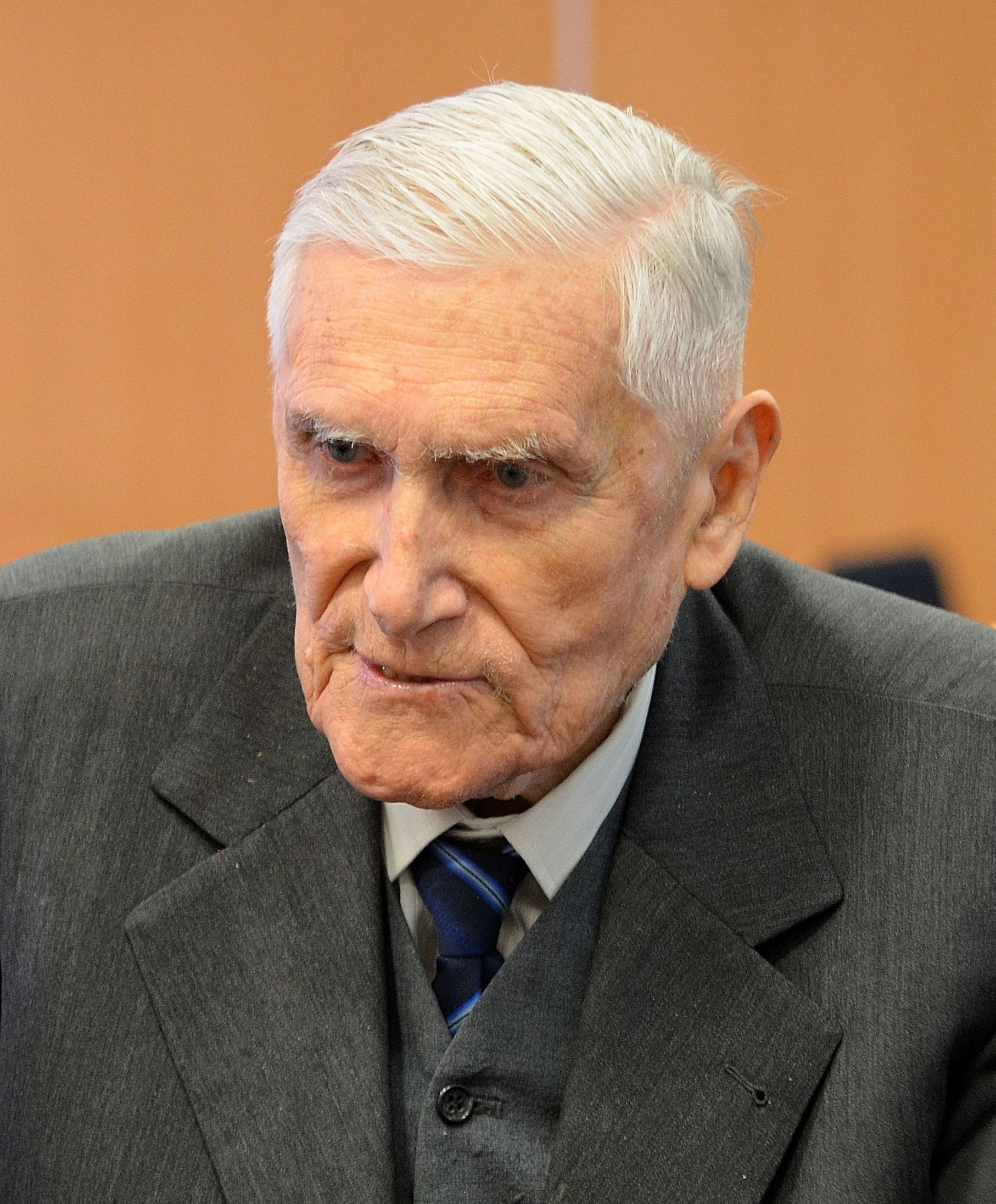
Witold Kieżun, năm 2014

Witold Jerzy Kieżun (06 tháng 02 năm 1922, tại Wilno - 12 tháng 6 năm 2021, tại Warsaw) là một nhà kinh tế học người Ba Lan; ông từng chiến đấu với tư cách là quân nhân của Home Army - phong trào kháng chiến Ba Lan chống lại sự chiếm đóng của Đức Quốc xã trong Thế chiến thứ hai. Ông đã tham gia cuộc nổi dậy Warsaw và từng bị đưa vào Gulags (Trại cải tạo lao động ở Liên Xô). Kieżun là cựu giáo sư tại Đại học Temple, Đại học Duquesne, Đại học Montreal, Đại học Québec à Montréal, Đại học Bujumbura, Đại học Warsaw. Ông từng là Trưởng Cố vấn kỹ thuật của Chương trình Phát triển Liên hợp quốc ở Burundi, Rwanda và Burkina Faso. Hiện tại, Witold Kieżun là giảng viên tại Đại học Kozminski ở Warsaw. Ông nhận bằng Tiến sĩ Honoris Causa của Đại học Jagiellonian và Đại học Quốc phòng Warsaw. Kieżun là thành viên danh dự của Viện Hàn lâm Khoa học Ba Lan và là công dân danh dự của Warsaw.

## Tuổi thơ

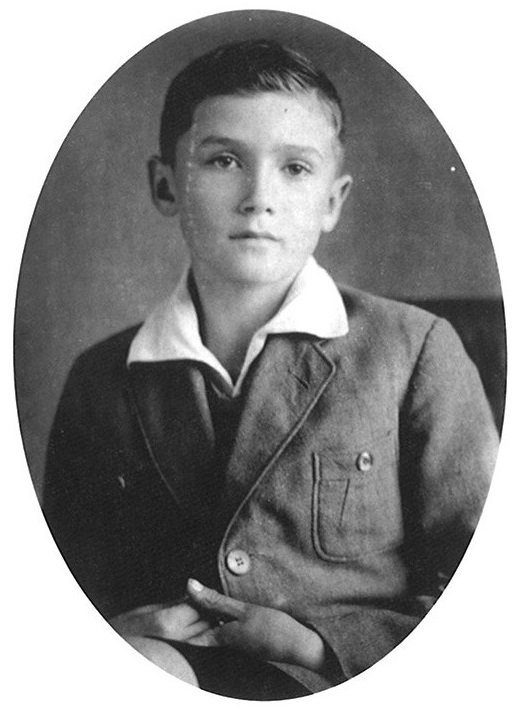
Witold Kieżun hồi còn trẻ

Witold Kieżun sinh năm 1922 tại Wilno, bố ông là một bác sĩ và sĩ quan của quân đội Ba Lan, mẹ ông là Leokadia Kieżun nhũ danh Bokun, một nha sĩ. Cả hai người đều là người Ba Lan Công giáo. Sau cái chết của anh trai Zbigniew vào năm 1930 và của bố vào năm 1931, Witold khi đó 9 tuổi đã cùng mẹ chuyển đến Warsaw. Họ sống ở quận Żoliborz - điểm đến ưa thích của các học giả Ba Lan.

## Chiến tranh Thế giới II
Sau khi Đức xâm lược Ba Lan vào ngày 1 tháng 9 năm 1939, chàng trai Witold Kieżun 17 tuổi đã bị quân Đức bắt làm tù binh vào ngày 17 tháng 9. Ông may mắn trốn thoát thành công ra khỏi đoàn xe chở tù binh và được một người nông dân giấu trong một chiếc thùng rỗng. Sau khi trốn thoát, Witold trở về Żoliborz. Trong giai đoạn này, nhà của Kieżuns là nơi trú ẩn cho dì của ông Irena Kiełmuciowa, một người gốc Do Thái, và anh họ của Witold, Leon Gieysztor người Công giáo. Năm 1940, Leon Gieysztor bị quân Đức bắt giữ và bị đưa đến trại tập trung Auschwitz. Anh họ của ông Leon đã chết trong trại vào tháng 12 năm 1940.
Trong giai đoạn đầu khi Ba Lan bị Đức chiếm đóng, Witold làm nghề cắt kính và trở thành sinh viên của Trường Dạy nghề Kỹ thuật. Một trong những bạn học của Witold là Jan Bytnar, mật danh "Rudy", một thành viên nổi bật của Xếp hạng Xám. Kieżun tốt nghiệp trường dạy nghề năm 1943. Năm 1942 Kieżun ghi danh vào ngành Luật của Đại học Warsaw, khi ấy đang hoạt động bí mật. Ông hoàn thành chương trình học năm đầu tiên ở đây trước khi chương trình này bị gián đoạn bởi cuộc nổi dậy Warsaw năm 1944.
Từ năm 1939 trở đi Witold Kieżun đã tham gia vào phong trào kháng chiến của Ba Lan. Từ năm 1944, căn hộ của Witold ở Żoliborz là nơi cất giữ vũ khí cho Home Army. Witold hoạt động tích trong suốt cuộc nổi dậy Warsaw. Ông có mật danh là "Wypad" và phục vụ trong đơn vị tác chiến đặc biệt "Harnaś" với cấp bậc Thiếu úy. Vào tháng 8 năm 1944, Witold Kieżun được trao tặng Thập tự giá Valour nhờ thành tích bắt giữ 14 lính Đức và bảo vệ được 14 khẩu súng trường và 2000 viên đạn. Vào ngày 23 tháng 9 năm 1944, Witold Kieżun được đích thân Tổng tư lệnh Tadeusz Bor-Komorowski trao tặng quân hàm cấp cao nhất của Ba Lan Virtuti Militari. Sau khi cuộc nổi dậy thất bại vào ngày 3 tháng 10, Witold trở thành tù binh chiến tranh, nhưng một lần nữa thành công trốn thoát. Witold chuyển đến Krakow dưới cái tên Jerzy Jezierza. Tại Krakow, Witold đoàn tụ với mẹ của mình, người đã trốn thoát khỏi Warsaw sau khi thành phố này gần như hoàn toàn bị phá huỷ sau cuộc nổi dậy.

## Cộng hoà Nhân dân Ba Lan

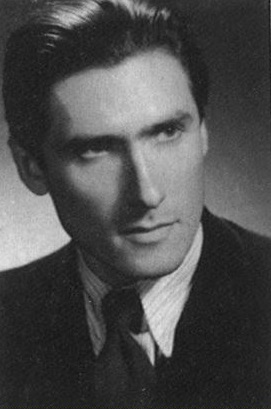
Witold Kieżun 1950

Sau khi Hồng quân Liên Xô chiếm Krakow từ tay quân Đức vào ngày 17 tháng 1 năm 1945, Witold Kieżun đăng ký vào ngành Luật tại Đại học Jagiellonian.Vào ngày 9 tháng 3 năm 1945 Kieżun bị NKVD bắt giữ trong các cuộc đàn áp của Liên Xô chống lại các thành viên của Home Army với mục tiêu củng cố sự thống trị của chế độ Cộng sản ở Ba Lan thời hậu chiến. Kieżun bị giam trong Nhà tù Motelupich ở Krakow và bị thẩm vấn gắt gao vì đã tham gia Khởi nghĩa Warsaw với tư cách là thành viên Home Army.
Vào ngày 23 tháng 3 năm 1945, Witold Kieżun cùng với các thành viên khác của Home Army bị giam giữ  và tù binh Đức được đưa ra khỏi Nhà tù Montelupich đi đến trại lao động Gulag ở Liên Xô, gần thành phố Krasnovodsk (hiện là Türkmenbaşy ở Turkmenistan). Người chú của Witold Kieżun, Jan Kieżun, cũng bị đưa vào đây. Witold Kieżun tiết lộ trại lao động và lính canh NKVD đã sử dụng thiết bị quân sự của Hoa Kỳ cung cấp cho Liên Xô như là một phần của chương trình Lend-Lease và vẫn dán nhãn hiệu Quân đội Hoa Kỳ.
Trong khoảng thời gian ở trong trại, Witold Kieżun mắc bệnh viêm phổi, sốt thương hàn, sốt phát ban, chứng loạn dưỡng, ghẻ, quai bị và Beriberi. Vào ngày 22 tháng 6, Kieżun bất tỉnh và được cho là đã chết vì bệnh viêm phổi. Thi thể của ông nằm trên một đống xác của những bệnh nhân đã qua đời khác. Tuy nhiên, một y tá đã phát hiện ra điều đó nên Kieżun được đưa trở lại bệnh viện. Một người bạn tù sau khi được phóng thích trở về đã báo cho mẹ của Kieżun ở Krakow rằng ông đã chết. Tháng 9 năm 1945 trại bị giải tán. Ngày 20 tháng 9, Kieżun được chuyển đến một bệnh viện NKVD ở Kogon, hiện là Uzbekistan. Tháng 4 năm 1946 Witold Kieżun được trả tự do về Ba Lan.
Tháng 10 năm 1946 Witold Kieżun đăng ký lại ngành Luật của Đại học Jagiellonian ở Krakow và bắt đầu làm việc cho Ngân hàng Quốc gia Ba Lan. Năm 1948, Kieżun bị Bộ Công an bắt giữ trong 48 giờ do từng là thành viên của Home Army. Kieżun tốt nghiệp ngành Luật vào tháng 6 năm 1949 và chuyển từ Krakow đến Warsaw vào tháng 8 năm đó. Năm 1950, Witold kết hôn với Danuta, người từng là lính cứu thương trong Cuộc nổi dậy Warsaw.
Trong giai đoạn những năm 1950 và 1960, Witold Kieżun làm việc tại Ngân hàng Quốc gia Ba Lan ở Warsaw và làm nghiên cứu sinh tại Trường Kinh tế Warsaw. Kieżun hoàn thành nghiên cứu tiến sĩ về Kinh tế năm 1964. Năm 1971 Kieżun trở thành người đứng đầu Viện Thực nghiệm học của Viện Hàn lâm Khoa học Ba Lan. Năm 1973, ông bị sa thải theo yêu cầu của cơ quan Đảng cộng sản trong Viện. Trong những năm tiếp theo, ông làm giảng viên tại Đại học Warsaw. Ông được phong hàm giáo sư năm 1975. Từ năm 1974 trở đi, Witold Kieżun được mời tham dự một loạt các buổi nói chuyện khách mời tại Hoa Kỳ và Canada bao gồm Hội trường Setton năm 1974, Đại học Duquesne ở Pittsburgh năm 1977 và Đại học Montreal năm 1978.

## Di cư

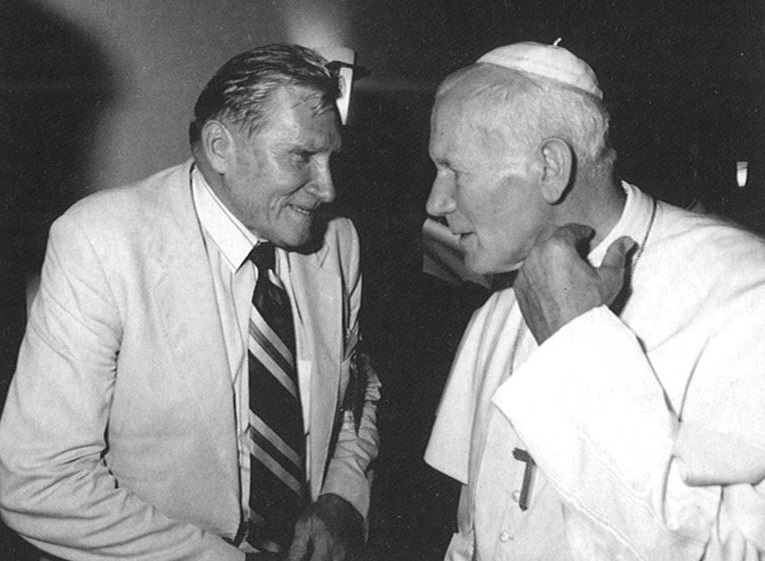
Witold Kieżun và Giáo hoàng John Paul II ở Burundi năm 1991

Ngày 6 tháng 9 năm 1980 Witold Kieżun rời Ba Lan, làm giảng viên hợp đồng tại Trường Kinh doanh và Quản trị thuộc Đại học Temple ở Philadelphia. Từ năm 1980–1981, ông đã tổ chức một loạt các bài giảng về Phong trào Đoàn kết ở Ba Lan mang tên "Tinh thần Đoàn kết" tại 14 trường Đại học tại Hoa Kỳ và Canada.
Năm 1981–83 Witold Kieżun làm Cố vấn Kỹ thuật cho UNDP ở Burundi, Châu Phi.
Từ năm 1983–1986 Kieżun là giáo sư tại HEC Montréal. Kieżun trở lại Burundi vào năm 1986 với tư cách là Trưởng Cố vấn kỹ thuật cho UNDP và chỉ đạo chương trình cho đến năm 1991. Ông từng là cố vấn của Tổng thống Pierre Buyoya. Từ năm 1989–1991 Kieżun là giáo sư tại Đại học Bujumbura. Năm 1990, Witold Kieżun đã gặp gỡ Giáo hoàng Ba Lan John Paul II trong chuyến thăm của Giáo hoàng tới Burundi.
Trong suốt những năm 1990, Witold Kieżun làm việc luân phiên giữa vai trò là Trưởng Cố vấn kỹ thuật trưởng cho UNDP ở Rwanda (1991–1992) và Burkina Faso (1994) và vị trí giảng viên tại Canada tại Đại học Quebec và McGill ở Canada. Trong thời gian ở Canada, Kieżun là người đồng tổ chức Quỹ Di sản người Do Thái Ba Lan ở Montreal.

## Quay trở lại Ba Lan
Sau khi chủ nghĩa cộng sản ở Ba Lan sụp đổ, Witold Kieżun được cân nhắc vị trí Bộ trưởng Bộ Tài chính trong chính phủ của Tadeusz Mazowiecki, nhưng ông đã từ chối lời đề nghị. Năm 1995 Witold Kieżun bắt đầu tham gia các khóa học thường xuyên kéo dài 6 tuần về quản trị quốc tế tại Học viện Doanh nhân và Quản lý Leon Kozminski ở Warsaw, nhưng ông vẫn sống toàn thời gian ở Canada cho đến năm 1999, khi hai vợ chồng ông quay trở lại sống ở Warsaw.
Trong những năm 1990, Witold Kieżun đã phát triển một số đề xuất liên quan đến việc chuyển đổi hành chính ở Ba Lan và các quốc gia hậu cộng sản khác. Witold Kieżun là cố vấn cho chính phủ của Hanna Suchocka (1992–93), Jerzy Buzek (1997–2001), Marek Belka (2004–2005) và Jarosław Kaczyński (2006–2007) cũng như tổng thống Lech Kaczyński.

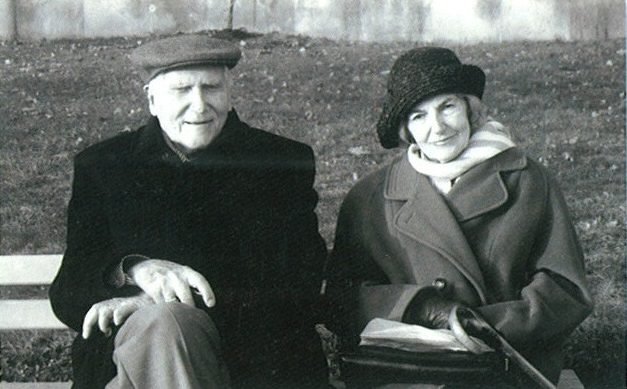
Witold Kieżun với vợ Danuta năm 2010

Vào ngày 9 tháng 1 năm 2001, Witold Kieżun bị bắt cóc ở một bãi đậu xe trên đường Polna ở Warsaw bởi 2 người đàn ông không rõ danh tính. Những kẻ bắt cóc đã chở Kieżun ra khỏi Warsaw; lấy điện thoại di động và sổ địa chỉ của ông, mà không hề để tâm đến số tiền và chiếc đồng hồ Thụy Sĩ ông mang theo. Sau đó, những kẻ bắt cóc để lại Kieżun trong một khu rừng gần Otwock. Chi tiết vụ bắt cóc chưa bao giờ được làm rõ.
Witold Kieżun cũng thường xuyên bình luận về lịch sử Ba Lan, đặc biệt là những vấn đề liên quan đến Chiến tranh thế giới thứ hai và ý nghĩa của cuộc nổi dậy Warsaw. Kieżun tin rằng Cuộc nổi dậy là cần thiết, bởi vì người dân Warsaw mong muốn chấm dứt sự chiếm đóng của Đức ở Warsaw. Kieżun cho rằng nước Đức thời điểm đó đang tính đến việc biến Warsaw thành " Festung Warschau ", một khái niệm quân sự của Đức về sự kháng cự toàn diện của một thành phố nhằm làm chậm bước tiến của Liên Xô bằng bất cứ giá nào, thậm chí nếu điều này dẫn đến sự phá huỷ hoàn toàn của thành phố. Nếu người dân Warsaw không tuân theo, họ có thể bị trừng phạt bằng cái chết, vì vậy Cuộc nổi dậy cần phải xảy ra.
Vào ngày 1 tháng 9 năm 2014, Bưu chính Ba Lan đã phát hành một con tem bưu chính có hình ảnh của Kieżun từ cuộc nổi dậy Warsaw để kỷ niệm 70 năm Ngày Khởi nghĩa. Ở tuổi 92 (tính đến năm 2014) Witold Kieżun vẫn tiếp tục viết bài và tham gia thuyết trình; đồng thời ông thực hiện một cuốn sách mới về sự chuyển đổi của Ba Lan.

## Cuộc sống riêng tư
Witold Kieżun kết hôn với Danuta Magreczyńska, người đã từng là lính cứu thương của Home Army trong Chiến tranh Thế giới thứ hai (Mật danh "Jola"). Danuta Kieżun qua đời vào ngày 9 tháng 8 năm 2013. Witold Kieżun có hai người con: con gái Krystyna Macqueron (sinh năm 1951) sống ở Pháp và con trai Witold Olgierd Kieżun (sinh năm 1954) sống ở Hoa Kỳ. Witold Kieżun có ba đứa cháu - Aurelie, Charlotte và Adam.
Kieżun qua đời tại Warsaw vào ngày 12 tháng 6 năm 2021, hưởng thọ 99 tuổi.

## Tác phẩm
- 2014 - Niezapomniane twarze
- 2013 - Magdulka i cały świat. Rozmowa biograficzna z Witoldem Kieżunem przeprowadzona przez Roberta Jarockiego.
- 2012 - Drogi i bezdroża polskich przemian
- 2012 - Patologia transformacji
- 2003 - O odbudowę kapitału społecznego
- 1997 - Sprawne zarządzanie organizacją
- 1994 - Successful, though short lived sociotechnics
- 1992 - Management Efficient
- 1991 - Quản lý ở các nước xã hội chủ nghĩa
- 1990 - Manuel sur l'analyse des travaux Administrationratifs
- 1990 - Problematique generale de la reforme management dans le monde
- 1984 - Organisation et Gestion
- 1978 - Ewolucja systemów zarządzania
- 1977 - Podstawy Organisation i zarządzania
- 1977 - Autonomization of Organizational Units. From Pathology of Organization
- 1974 - Organizace prace reditele
- Năm 1971 - Organisation Practicey własnej dyrektora
- 1971 - Autonomizacja jednostek tổ chức. Z patologii zarządzania
- Năm 1968 - Dyrektor. Z problematyki zarządzania instytucją
- 1965 - Organisation bankowości w Polsce Ludowej
- 1964 - Bank a przedsiębiorstwo